# Federal Reserve Bank of New York
La Federal Reserve Bank de New York est l'une des douze banques de la Réserve fédérale des États-Unis. Elle est située au 33 Liberty Street à New York.

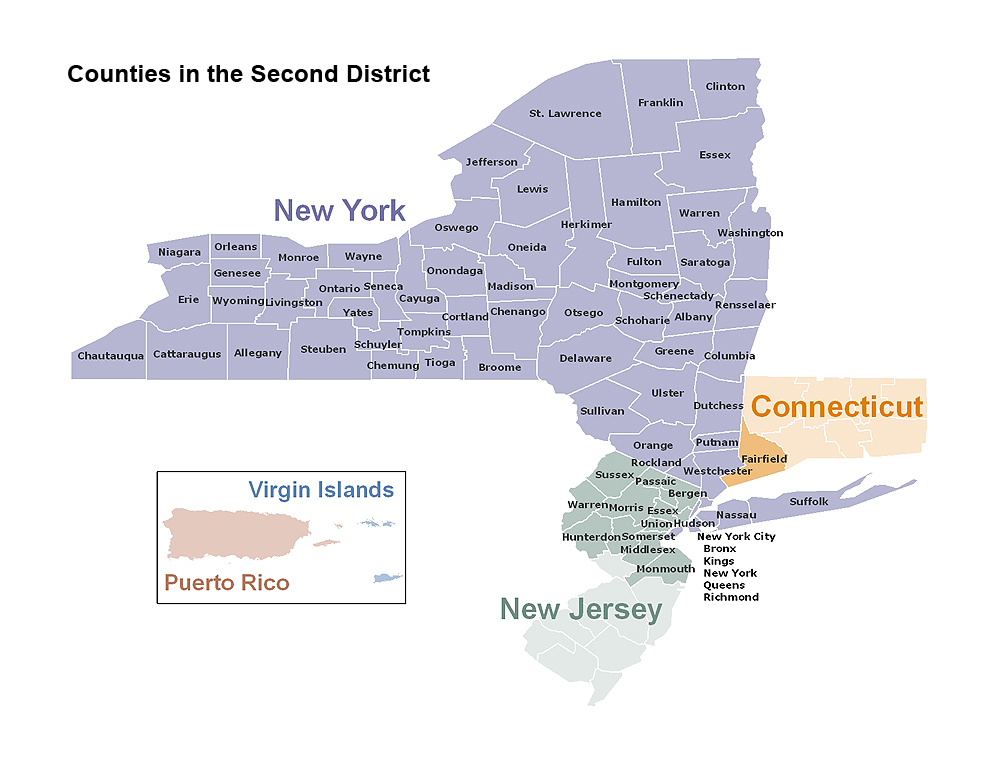
Zone de chalandise de Federal Reserve Bank of New York.

Elle est responsable de la deuxième circonscription de la Réserve fédérale, qui englobe l'État de New York, les douze comtés du nord du New Jersey, le comté de Fairfield dans le Connecticut, ainsi que Porto Rico et les îles Vierges des États-Unis.
Travaillant au sein de la Réserve fédérale des États-Unis, la Federal Reserve Bank de New York met en œuvre la politique monétaire, surveille et réglemente les institutions financières et contribue à maintenir des systèmes de paiement de la nation. 
La Federal Reserve Bank de New York est de loin la plus grande (en termes d'actifs), la plus active (en volume) et la plus influente des douze banques régionales. Elle est considérée comme la plus grande réserve d'or au monde devant Fort Knox.

## Liste des présidents
- 1914-1928 : Benjamin Strong
- 1928-1940 : George L. Harrison
- 1941-1956 : Allan Sproul
- 1956-1975 : Alfred Hayes
- 1975-1979 : Paul Volcker
- 1980-1984 : Anthony M. Solomon
- 1985-1993 : Edward Gerald Corrigan
- 1993-2003 : William J. McDonough
- 2003-2009 : Timothy Geithner
- 2009-2018 : William Dudley
- Depuis 18 juin 2018 : John Williams (en)

## Dans la culture
La Federal Reserve Bank of New York fait l'objet d'un braquage dans le film Une journée en enfer sorti en 1995.